# شهرستان مارتونی
شهرستان مارتونی (ارمنی: Մարտունու շրջան) یکی از سی و هفت شهرستان در تقسیم‌بندی جمهوری شوروی سوسیالیستی ارمنستان بود. مرکز این شهرستان مارتونی بود. طبق سرشماری سال ۱۹۸۷ میلادی جمعیت آن بالغ بر ۶۷٬۹۰۰ تن و مساحت آن ۱۱۸۵ کیلومتر مربع بود. 

## مناطق مسکونی
- آستغادزور
- آرتسوانیست
- گغهوویت
- یرانوس
- زولاکار
- Թազա գյուղ
- لرناکرت
- لیچک
- تساکار
- تسووینار، ارمنستان
- دزوراگیوغ، گغارکونیک
- مادینا، ارمنستان
- یانیق‌لی
- نرکین گتاشن
- واغاشن
- واردادزور
- واردنیک
- ورین گتاشن

## نگارخانه

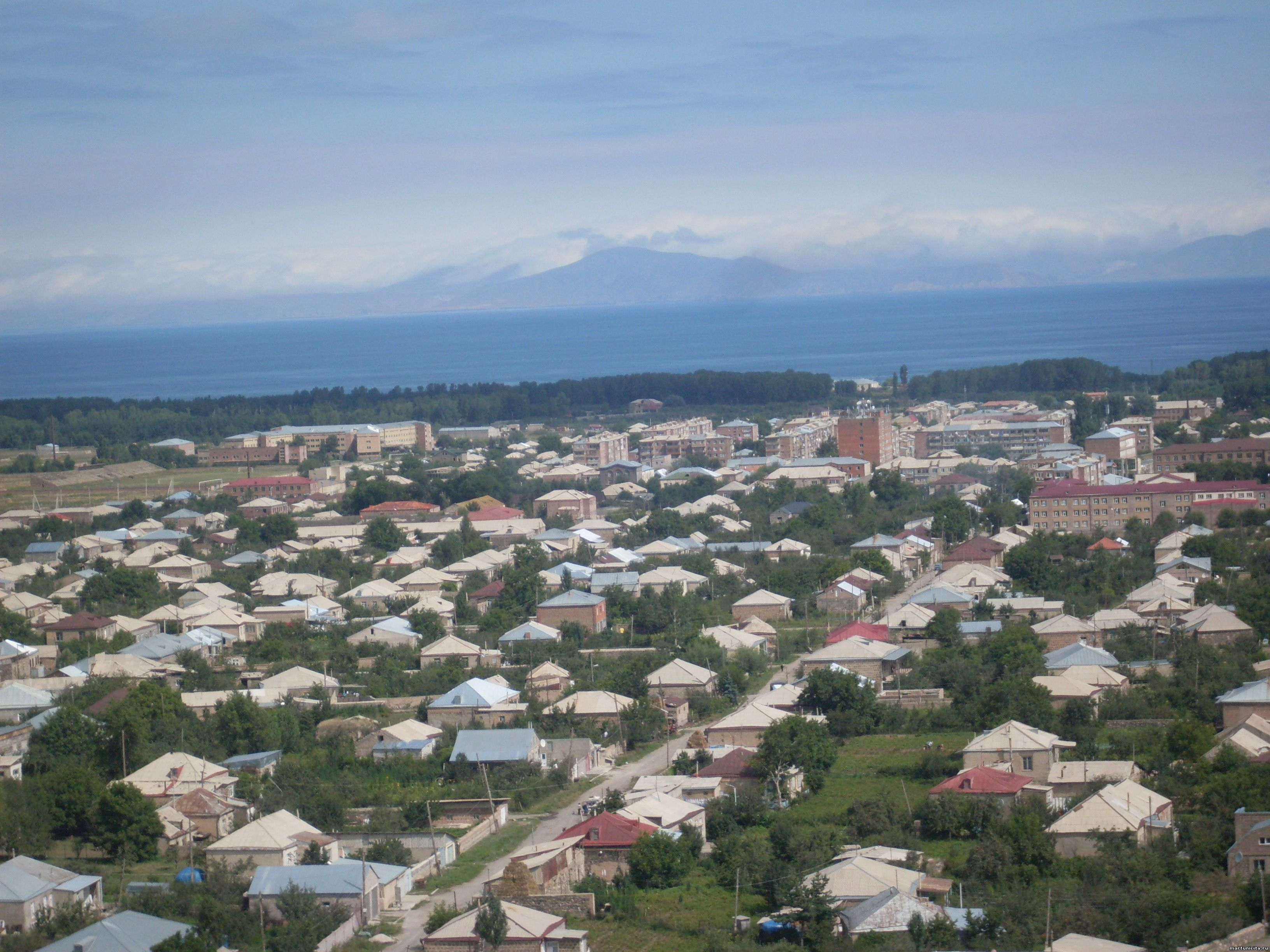
مارتونی، ارمنستان
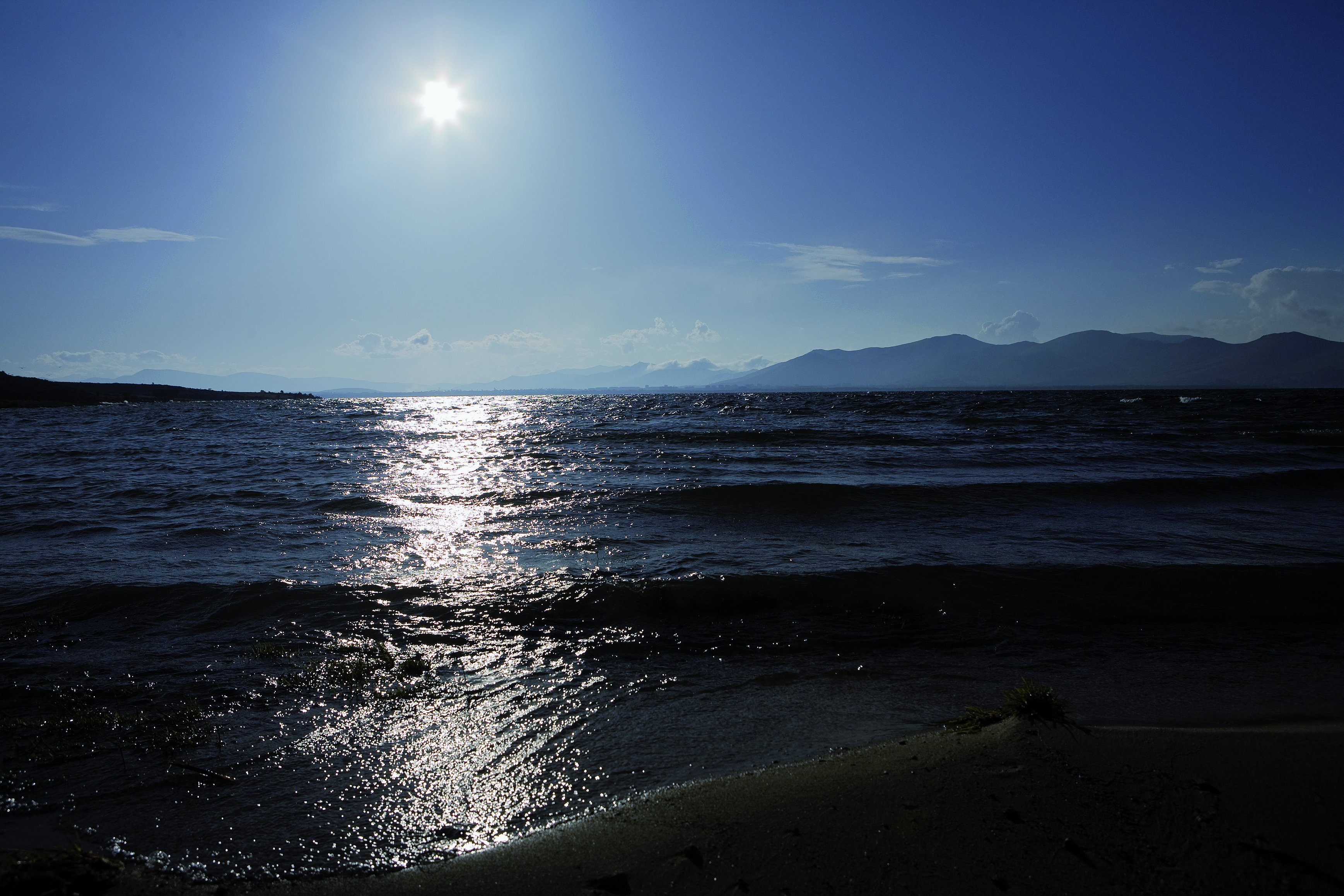
دریاچه سوان
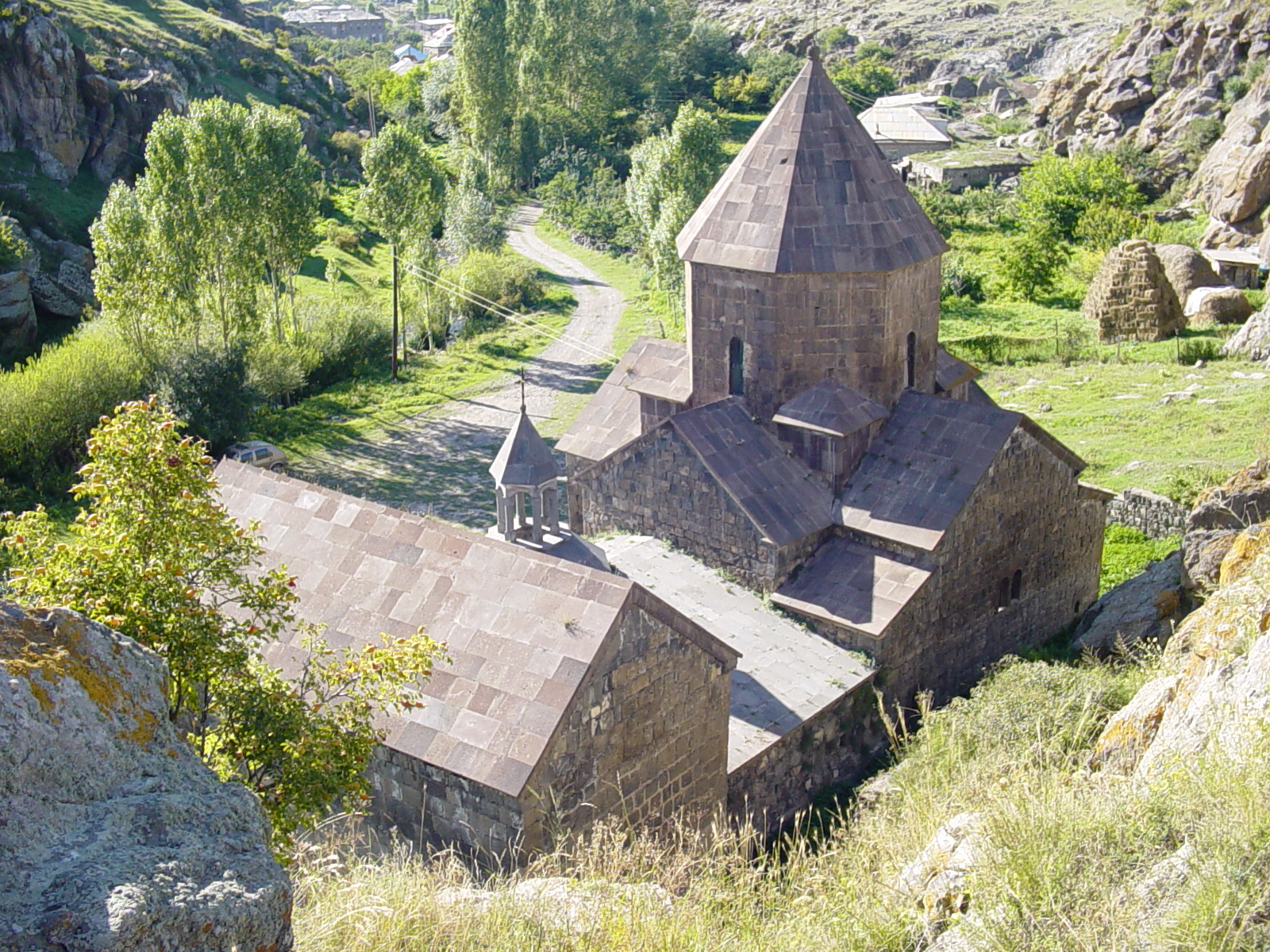
صومعه وانوان